# Wyżnia Krótka Szczerbina
Wyżnia Krótka Szczerbina (słow. Vyšná Krátka štrbina, ok. 2295 m n.p.m.) – przełęcz położona w Jamskiej Grani w słowackich Tatrach Wysokich. Znajduje się między środkowym, głównym wierzchołkiem Krótkiej, położonej w głównej grani odnogi Krywania, na północy a Wielką Jamską Turnią – położoną najdalej na północ z Jamskich Turni – na południu.
Przełęcz jest niezbyt wybitna. W kierunku zachodnim do Krywańskiego Kotła w Dolinie Ważeckiej opada z niej skośny, piarżysty żleb.
Pierwszego wejścia na przełęcz dokonali podczas przejścia granią Alfred Martin i przewodnik Johann Franz senior 21 września 1907 r.
Dawniej przełęcz nazywano Handlową Przełączką Wyżnią.